# Thymoites banksi
Thymoites banksi es una especie de araña araneomorfa del género Thymoites, familia Theridiidae. Fue descrita científicamente por Bryant en 1948.
Habita en La Española.